# Idioma basaa
L'idioma basaa o mbene (també anomenat basa o bissé) és una llengua bantú parlada al Camerun. Té al voltant de 230.000 parlants.

## Fonologia

### Consonants
|                | Bilabial | Coronal | Palatal | Velar | Labiovelar |
| -------------- | -------- | ------- | ------- | ----- | ---------- |
| Oclusiva       | p        | t       | c, ɟ    | k     | kʷ, gʷ     |
| Implosiva      | ɓ        |         |         |       |            |
| Fricativa      |          | s       |         | x     |            |
| Nasal          | m        | n       | ɲ       | ŋ     | ŋʷ         |
| Prenasalitzada | mb       | nd      | ɲɟ      | ŋg    |            |
| Lateral        |          | l       |         |       |            |
| Aproximant     |          |         | j       |       | w          |

### Tons
El basaa té quatre tons: alt, baix, descendent i ascendent.